# الملعب الرياضي الصفاقسي
الملعب الرياضي الصفاقسي هو فريق كرة قدم تونسي من مدينة صفاقس نشط في موسم 2011-2012 في الرابطة التونسية الثالثة لكرة القدم بمجموعة الجنوب.

## وصلات خارجية
- الموقع الرسمي للجامعة التونسية لكرة القدم